# نیکولایفکا (شهرستان آئورگازینسکی، باشقیرستان)
نیکولایفکا (به لاتین: Nikolayevka) یک منطقهٔ مسکونی در روسیه است که در باشقیرستان واقع شده‌است.